# Oscar Di Maio (1959)
Oscar Di Maio, pseudonimo di Oscar Paolozzi (Napoli, 6 novembre 1959), è un attore, comico, cabarettista e conduttore televisivo italiano.

## Biografia
Discendente della famiglia di attori napoletani dei Di Maio, esordisce in teatro all'età di otto anni, al Teatro Duemila di Napoli, con la commedia Torna al paesello utilizzando come pseudonimo il cognome della madre Maria, attrice. Figlio di Mariano Paolozzi, preside scolastico, e Maria Di Maio, attrice teatrale, debuttò all'età di tredici anni al Teatro Sannazaro, gestito da Nino Veglia e Luisa Conte, dove già lavoravano la madre, la zia Olimpia Di Maio (attrice) e lo zio Gaetano Di Maio. Dopo esperienze teatrali al Sannazaro, lavorando con artisti come Enzo Cannavale, Carlo Taranto e Nino Taranto, Pietro De Vico, Gennarino Palumbo, Ugo D'Alessio, debutta nella sceneggiata con Mario Trevi, Pino Mauro, Nino D'Angelo e Franco Moreno. In questo periodo avrà modo di lavorare con attori come Enzo Vitale, Rosalia Maggio, Beniamino Maggio, Trottolino.
Uno dei personaggi principali di Oscar Di Maio è quello del cafone, nato nel 1997, con cui presenta i tratti più tipici dello stereotipo del provinciale napoletano-casertano. Altro personaggio interpretato da Di Maio agli inizi del 2000 è Bin Latren, parodia del terrorista saudita Osama bin Laden. L'attore creerà delle parodie di brani italiani per irridere la figura del celebre fondamentalista islamico.
In televisione, nel 1997 prende parte allo spot italiano della Volkswagen Polo. Nello stesso anno debutta con Alessandra Borrelli, creando la coppia Rafaniello e 'Nzalatella e registrando una serie di sketch intitolati Le pillole di Rafaniello e 'Nzalatella. Nel 1998 è al fianco di Nino Manfredi e Leo Gullotta nella miniserie TV Dio ci ha creato gratis.
All'inizio degli anni 2000 conduce programmi come Telecafone (2000-2006) su Telecapri, Ridendo Cantando (2002-2003), Cafonissima (2006-2007), Hamma parià e pariammo (2007-2008), M' 'o vec' io (2008-2009), CAFOnight (2010-2011). Dalla trasmissione Ridendo Cantando (2002-2003), Di Maio debutterà con le Pillole del cafone, brevi sketch comici di pochi minuti, che vengono alternati ad esecuzioni di macchiette napoletane. 
Alle trasmissioni televisive parteciperanno inoltre gli attori Antonio Allocca, Olimpia Di Maio, Leo Frasso, Alessandra Borrelli, la figlia Marzia Di Maio, Mimmo Sepe, Corrado Taranto, Aldo Leonardi (autore dei testi delle varie trasmissioni televisive dal 2002 al 2011). Il 21 marzo 2011 Di Maio conduce L'Oscar del bunga bunga, programma in onda su Tele A in cui, smessi i panni del cafone, si presenta come un ipotetico fratello nascosto di Silvio Berlusconi.
Nel 2014 ritorna sulle emittenti Telecapri e Canale 34 Telenapoli con il programma Telecafone. Il 12 marzo dello stesso anno duetta con Luca Sepe nel brano satirico P'ati cient' anne, parodia del brano Cient'anne di Gigi D'Alessio e Mario Merola. Nel video, Di Maio veste i panni di Berlusconi e Sepe quelli di Matteo Renzi.
Nell'ottava puntata della prima stagione di Gomorra - La serie, andata in onda su Sky Atlantic il 27 maggio 2014, interpreta Luigi Fabbretti, sindaco di Giugliano in Campania.
Nel 2021 Roberto De Simone lo vuole nelle vesti di Razzullo nella Trianon Opera - tra pupi, sceneggiata e belcanto, messa in scena di Roberto De Simone e Davide Iodice, trasmessa su Rai 5 lo stesso anno.
Il 16 marzo 2022, in occasione dei 130 anni del quotidiano Il Mattino, partecipa, con altri artisti napoletani come Nino D'Angelo, Gigi D'Alessio, Massimo Ranieri, Peppino di Capri, Peppino Gagliardi, Mario Trevi, al video di auguri pubblicato online dal giornale.
Il 23 novembre 2023 interpreta Nicky Rummolo nell'ultima puntata della quarta stagione della serie I bastardi di Pizzofalcone su Rai 1.

## Filmografia

### Cinema
- Il latitante, regia di Ninì Grassia (2003)
- Leone e Giampiero, regia di Salvatore Scarico (2006)
- Falchi, regia di Toni D'Angelo (2017)
- Mixed by Erry, regia di Sidney Sibilia (2023)

### Televisione
- La famiglia passaguai, emittente televisiva Telecapri (1997)
- Dio ci ha creato gratis - miniserie televisiva (1998)
- Telecafone, emittente televisiva "Telecapri" (2000 - 2001 - 2002 - 2003 - 2004)
- Ridendo e cantando, emittente televisiva "Telecapri" (2002-2003)
- Io non t'ho mai chiesto niente, regia di Nino D'Angelo (2005) - show tv - rete televisiva Canale 5
- Pagliette e barzellette, emittente televisiva "Telecapri" (2004)
- Casa Di Maio, emittente televisiva "Telecapri" (2004)
- Grande Cafone, emittente televisiva "Telecapri" (2005)
- Cafonissima, emittente televisiva "Telecapri" (2006)
- Hamma parià e pariammo, emittente televisiva "Telecapri" (2007)
- M'ò vec' io, emittente televisiva "Telecapri" (2008)
- Cafonight, emittente televisiva "Telecapri" (2009)
- La vita è tutto un quiz, emittente televisiva "Canale34" (2010)
- L'Oscar del bunga bunga, emittente televisiva "Telecapri" (2011)
- Il ritorno del Cafone, emittente televisiva "Tv Campane" (2012)
- Il mio Telecafone, emittente televisiva "Telecapri" e “Canale34” (2013)
- La storia del Cafone, emittente televisiva "Capri event" e "Tv Campane" (2014)
- Gomorra - La serie, regia di Stefano Sollima, Francesca Comencini e Claudio Cupellini (2014) - serie televisiva
- Semplicemente noi, emittente televisiva "Capri event" e "Tv Campane" (2015)
- Macchiette on the road, emittente televisiva "Tele A", "Tele A +" e "Tv Capital" (2016)
- La Barzelletteria, emittente televisiva "Tele A", "Tele A +" e "Tv Capital" (2016)
- Come ero e come sono, emittente televisiva "Eduardo tv" (2016)
- Tiene mente a chisti duje, con Alberto Selly, emittente televisiva "Tele A", "Tele A +" e "Tv Capital" (2017)
- Le avventure dei fratelli Rogazzi, con Alberto Selly, emittente televisiva "Tele A", "Tele A +" e "Tv Capital" (2017)
- Vip a tutti i costi, emittente televisiva "Tele A", "Tele A +", "Tv Capital", "Eduardo tv" (2018)
- I bastardi di Pizzofalcone, regia di Monica Vullo e Riccardo Mosca - serie TV, Rai 1. episodio 4x04 (2023)

## Teatrografia
- 14 'o pittore e 22 'a pazza, di Gaetano Di Maio
- 'E denare fanno venì 'a vista 'e cecate, di Gaetano Di Maio
- Mpriestame a mugliereta, di Gaetano Di Maio
- E' asciuto pazzo 'o parrucchiano, di Gaetano Di Maio
- Le trovate di Minichiello (tratta da Le furberie di Scapino di Moliere), di Gaetano Di Maio
- Il morto sta bene in salute, di Gaetano Di Maio
- Arezzo 29 in tre minuti, di Gaetano Di Maio
- Annarella di Portacapuana, di Gennaro Davino
- Scarpa roppia e cerevelle fine, di Gaetano Di Maio
- Angelarosa Schiavone, di Gaetano Di Maio
- 'Nu bambiniello e tre San Giuseppe, di Gaetano Di Maio
- Madame quatte solde, di Gaetano Di Maio
- 'A verità è zoppa, 'e sorde so' ciunche e 'a fortuna è cecata, di Nino Masiello
- Papà, sceneggiata interpretata da Mario Trevi, scritta da Francesco Martinelli
- Astrignete 'a 'mme, sceneggiata interpretata da Mario Trevi, scritta da Francesco Martinelli
- Addio mammà, sceneggiata interpretata da Pino Mauro
- 'O schiaffo, sceneggiata interpretata da Pino Mauro, scritta da Vincenzo Vitale
- Cornuti e contenti, di Marco Lanzuise
- Trianon Opera - tra pupi, sceneggiata e belcanto , di Roberto De Simone e Davide Iodice
- Gennaro Belvedere - Testimone cieco, di Gaetano di Maio

## Discografia
- 2004 - Chest' tien' 'e bell'... niente! (Zeus, CD: GD91602 - MC: GD91604)